# Équipe d'Algérie de football à la Coupe d'Afrique des nations 2017
Cet article relate le parcours de l’Équipe d'Algérie de football lors de la Coupe d'Afrique des nations de football 2017 organisée en Gabon du 14 janvier 2017 au 5 février 2017.

## Effectif
Le sélectionneur choisit dans un premier temps trente-et-un joueur à la fin du mois de décembre. La liste définitive est ensuite rendue publique le 31 décembre 2016, sans Carl Medjani ni Sofiane Feghouli,. À trois jours du début de la compétition, Saphir Taïder se blesse et est remplacé par Ismaël Bennacer.

## Qualifications

### Groupe J
| Rang | Équipe     | Pts | J | G | N | P | Bp | Bc | Diff |  | Résultats (▼ dom., ► ext.) |     |     |     |     |
| ---- | ---------- | --- | - | - | - | - | -- | -- | ---- |  | -------------------------- | --- | --- | --- | --- |
| 1    | Algérie    | 16  | 6 | 5 | 1 | 0 | 25 | 5  | +20  |  | Algérie                    |     | 7-1 | 4-0 | 6-0 |
| 2    | Éthiopie   | 11  | 6 | 3 | 2 | 1 | 11 | 14 | -3   |  | Éthiopie                   | 3-3 |     | 2-1 | 2-1 |
| 3    | Seychelles | 4   | 6 | 1 | 1 | 4 | 5  | 11 | -6   |  | Seychelles                 | 0-2 | 1-1 |     | 2-0 |
| 4    | Lesotho    | 3   | 6 | 1 | 0 | 5 | 5  | 16 | -11  |  | Lesotho                    | 1-3 | 1-2 | 2-1 |     |

#### Résultats et calendrier
| 1re journée              | Algérie                                      | 4 - 0   | Seychelles | | |
| 13 juin 2015 20h30 UTC+1 | Slimani 21e · Soudani 34e 47e · Bentaleb 89e | (2 - 0) |            | Stade Mustapha Tchaker, Blida Algérie Spectateurs : 22 000 Arbitrage : Mohamed Hamada ( Mauritanie) | Stade Mustapha Tchaker, Blida Algérie Spectateurs : 22 000 Arbitrage : Mohamed Hamada ( Mauritanie) |

| 2e journée                   | Lesotho        | 1 - 3   | Algérie                         |                                                                                            |                                                                                            |
| 6 septembre 2015 15h00 UTC+2 | Mokhahlane 38e | (1 - 1) | Ghoulam 32e · Soudani 85e 90+1e | Setsoto Stadium, Maseru Lesotho Spectateurs : 20 000 Arbitrage : Jackson Pavaza ( Namibie) | Setsoto Stadium, Maseru Lesotho Spectateurs : 20 000 Arbitrage : Jackson Pavaza ( Namibie) |

| 3e journée               | Algérie                                                                       | 7 - 1   | Éthiopie   | | |
| 25 mars 2016 20h30 UTC+1 | Feghouli 23e 47e · Slimani 31e 90+2e · Brahimi 72e · Taïder 74e · Ghezzal 80e | (2 - 0) | 84e Kebede | Stade Mustapha Tchaker, Blida Algérie Spectateurs : 30 000 Arbitrage : Victor Gomes ( Afrique du Sud) | Stade Mustapha Tchaker, Blida Algérie Spectateurs : 30 000 Arbitrage : Victor Gomes ( Afrique du Sud) |

| 4e journée               | Éthiopie                    | 3 - 3   | Algérie                               |                                                                                                   |                                                                                                   |
| 29 mars 2016 16h00 UTC+3 | Kebede 29e 50e · Fekadu 64e | (1 - 1) | Slimani 43e · Mandi 62e · Ghoulam 85e | Addis-Abeba Stadium, Addis-Abeba Éthiopie Spectateurs : 35 000 Arbitrage : Davies Omweno ( Kenya) | Addis-Abeba Stadium, Addis-Abeba Éthiopie Spectateurs : 35 000 Arbitrage : Davies Omweno ( Kenya) |

| 5e journée              | Seychelles | 0 - 2   | Algérie                  |                                                                                              |                                                                                              |
| 2 juin 2016 15h00 UTC+1 |            | (0 - 1) | Benzia 41e · Soudani 61e | Stade Linité, Victoria Seychelles Spectateurs : 6 000 Arbitrage : El Fadil Mohamed ( Soudan) | Stade Linité, Victoria Seychelles Spectateurs : 6 000 Arbitrage : El Fadil Mohamed ( Soudan) |

| 6e journée                   | Algérie                                                               | 6 - 0   | Lesotho | | |
| 4 septembre 2016 20h30 UTC+1 | Soudani 7e 38e · Mahrez 17e 74e · Taïder 23e · Boudebouz 45+2e (pen.) | (5 - 0) |         | Stade Mustapha Tchaker, Blida Algérie Spectateurs : 20 000 Arbitrage : Sékou Ahmed Touré ( Guinée) | Stade Mustapha Tchaker, Blida Algérie Spectateurs : 20 000 Arbitrage : Sékou Ahmed Touré ( Guinée) |

## 1ertour

### Matchs

#### Algérie - Zimbabwe
| Match 3                                                | Algérie        | 2 - 2   | Zimbabwe                          | Stade de Franceville, Franceville |                                   |
| 15 janvier 2017 · 17 h WAT · Historique des rencontres | Mahrez 12e 82e | (1 - 2) | 17e Mahachi · 29e (pen.) Mushekwi | Arbitrage : Bamlak Tessema Weyesa | Arbitrage : Bamlak Tessema Weyesa |
| 15 janvier 2017 · 17 h WAT · Historique des rencontres | Rapport        |         |                                   | Arbitrage : Bamlak Tessema Weyesa | Arbitrage : Bamlak Tessema Weyesa |

| Algérie | Zimbabwe |

| Algérie :       |    |                        |  |     |     |
|                 |    |                        |  |     |     |
| Gardien de but  | 23 | Raïs M'Bolhi           |  |     |     |
|                 | 2  | Aïssa Mandi            |  |     |     |
|                 | 3  | Faouzi Ghoulam         |  |     |     |
|                 | 7  | Riyad Mahrez           |  |     |     |
|                 | 10 | Nabil Bentaleb         |  |     |     |
|                 | 11 | Yacine Brahimi         |  |     |     |
|                 | 13 | Islam Slimani          |  |     |     |
|                 | 15 | El Arabi Hilal Soudani |  |     | 78e |
|                 | 17 | Adlène Guedioura       |  |     |     |
|                 | 20 | Mokhtar Belkhiter      |  | 28e | 46e |
|                 | 21 | Ramy Bensebaini        |  |     |     |
| Remplaçants :   |    |                        |  |     |     |
|                 | 22 | Mohamed Rabie Meftah   |  |     | 46e |
|                 | 18 | Rachid Ghezzal         |  |     | 78e |
| Sélectionneur : |    |                        |  |     |     |
| Georges Leekens |    |                        |  |     |     |

| Zimbabwe :      |    |                    |  |     |     |
|                 |    |                    |  |     |     |
| Gardien de but  | 16 | Tatenda Mkuruva    |  |     |     |
|                 | 2  | Costa Nhamoinesu   |  |     |     |
|                 | 3  | Danny Phiri        |  |     |     |
|                 | 4  | Hardlife Zvirekwi  |  |     |     |
|                 | 5  | Elisha Muroiwa     |  |     |     |
|                 | 6  | Onismor Bhasera    |  |     |     |
|                 | 9  | Nyasha Mushekwi    |  |     | 78e |
|                 | 10 | Kudakwashe Mahachi |  |     |     |
|                 | 14 | Willard Katsande   |  |     |     |
|                 | 17 | Knowledge Musona   |  |     | 12e |
|                 | 20 | Khama Billiat      |  |     |     |
| Remplaçants :   |    |                    |  |     |     |
|                 | 7  | Matthew Rusike     |  | 38e | 12e |
|                 | 13 | Cuthbert Malajila  |  |     | 78e |
| Sélectionneur : |    |                    |  |     |     |
| Callisto Pasuwa |    |                    |  |     |     |

| Assistants : Jean-Claude Birumushahu Aboubacar Doumbouya Quatrième arbitre : Denis Dembele Homme du match : Riyad Mahrez |

### Algérie - Tunisie
| Match 11                                               | Algérie     | 1 - 2   | Tunisie                            | Stade de Franceville, Franceville |                             |
| 19 janvier 2017 · 17 h WAT · Historique des rencontres | Hanni 90+1e | (0 - 0) | 50e (csc) Mandi · 66e (pen.) Sliti | Arbitrage : Bernard Camille       | Arbitrage : Bernard Camille |
| 19 janvier 2017 · 17 h WAT · Historique des rencontres | Rapport     |         |                                    | Arbitrage : Bernard Camille       | Arbitrage : Bernard Camille |

| Algerie | Tunisie |

| GK              | 16 | Malek Asselah        |     |       |
| RB              | 22 | Mohamed Rabie Meftah | 31e |       |
| CB              | 21 | Ramy Bensebaini      |     |       |
| CB              | 2  | Aïssa Mandi (c)      |     |       |
| LB              | 3  | Faouzi Ghoulam       | 65e |       |
| DM              | 17 | Adlène Guedioura     | 14e | 90+3e |
| CM              | 7  | Riyad Mahrez         |     |       |
| CM              | 10 | Nabil Bentaleb       |     |       |
| RW              | 11 | Yacine Brahimi       |     | 74e   |
| LW              | 18 | Rachid Ghezzal       |     | 69e   |
| CF              | 13 | Islam Slimani        |     |       |
| Remplaçants :   |    |                      |     |       |
| FW              | 14 | Baghdad Bounedjah    |     | 69e   |
| MF              | 9  | Sofiane Hanni        |     | 74e   |
| MF              | 19 | Mehdi Abeid          |     | 90+3e |
| Sélectionneur : |    |                      |     |       |
| Georges Leekens |    |                      |     |       |

| GK                | 16 | Aymen Mathlouthi (c)   |       | 87e |
| RB                | 21 | Hamdi Nagguez          |       |     |
| CB                | 2  | Syam Ben Youssef       |       |     |
| CB                | 3  | Aymen Abdennour        |       |     |
| LB                | 12 | Ali Maaloul            | 45+1e |     |
| DM                | 13 | Ferjani Sassi          |       |     |
| RW                | 10 | Wahbi Khazri           |       | 73e |
| AM                | 23 | Naïm Sliti             |       |     |
| LW                | 14 | Mohamed Amine Ben Amor |       |     |
| CF                | 7  | Youssef Msakni         |       |     |
| CF                | 9  | Ahmed Akaichi          |       | 78e |
| Remplaçants :     |    |                        |       |     |
| DF                | 20 | Mohamed Ali Yaakoubi   |       | 73e |
| FW                | 11 | Taha Yassine Khenissi  |       | 78e |
| GK                | 1  | Rami Jridi             |       | 87e |
| Sélectionneur :   |    |                        |       |     |
| Henryk Kasperczak |    |                        |       |     |

| Assistants : Abel Baba Mohammed Abdallah Ibrahim Quatrième arbitre : Ali Lemghaifry Homme du match : Youssef Msakni |

### Sénégal - Algérie
| Match 19                                               | Sénégal            | 2 - 2   | Algérie         | Stade de Franceville, Franceville |                          |
| 23 janvier 2017 · 20 h WAT · Historique des rencontres | Diop 44e · Sow 54e | (1 - 1) | 10e 52e Slimani | Arbitrage : Joshua Bondo          | Arbitrage : Joshua Bondo |
| 23 janvier 2017 · 20 h WAT · Historique des rencontres | Rapport            |         |                 | Arbitrage : Joshua Bondo          | Arbitrage : Joshua Bondo |

## Statistiques

### Temps de jeu
| Joueur                 |          |          |          | TT       | But inscrit | MJ       | MT       | Légende |
| ---------------------- | -------- | -------- | -------- | -------- | ----------- | -------- | -------- | --- |
| Gardiens               | Gardiens | Gardiens | Gardiens | Gardiens | Gardiens    | Gardiens | Gardiens | Abréviations et symboles : · TT : Total de minutes jouées · MJ : Nombre de matchs joués · MT : Matchs joués en tant que titulaire · : but · : joueur entré · : joueur remplacé · : capitaine · : carton jaune · : carton rouge |
| Raïs M'Bolhi           | 90       |          |          | 90       | 0           | 1        | 1        | Abréviations et symboles : · TT : Total de minutes jouées · MJ : Nombre de matchs joués · MT : Matchs joués en tant que titulaire · : but · : joueur entré · : joueur remplacé · : capitaine · : carton jaune · : carton rouge |
| Malek Asselah          |          | 90       | 90       | 180      | 0           | 2        | 2        | Abréviations et symboles : · TT : Total de minutes jouées · MJ : Nombre de matchs joués · MT : Matchs joués en tant que titulaire · : but · : joueur entré · : joueur remplacé · : capitaine · : carton jaune · : carton rouge |
| Chamseddine Rahmani    |          |          |          |          |             |          |          | Abréviations et symboles : · TT : Total de minutes jouées · MJ : Nombre de matchs joués · MT : Matchs joués en tant que titulaire · : but · : joueur entré · : joueur remplacé · : capitaine · : carton jaune · : carton rouge |
| Défenseurs             |          |          |          |          |             |          |          | Abréviations et symboles : · TT : Total de minutes jouées · MJ : Nombre de matchs joués · MT : Matchs joués en tant que titulaire · : but · : joueur entré · : joueur remplacé · : capitaine · : carton jaune · : carton rouge |
| Hichem Belkaroui       |          |          |          |          |             |          |          | Abréviations et symboles : · TT : Total de minutes jouées · MJ : Nombre de matchs joués · MT : Matchs joués en tant que titulaire · : but · : joueur entré · : joueur remplacé · : capitaine · : carton jaune · : carton rouge |
| Liassine Cadamuro      |          |          | 90       | 90       | 0           | 1        | 1        | Abréviations et symboles : · TT : Total de minutes jouées · MJ : Nombre de matchs joués · MT : Matchs joués en tant que titulaire · : but · : joueur entré · : joueur remplacé · : capitaine · : carton jaune · : carton rouge |
| Mohamed Benyahia       |          |          |          |          |             |          |          | Abréviations et symboles : · TT : Total de minutes jouées · MJ : Nombre de matchs joués · MT : Matchs joués en tant que titulaire · : but · : joueur entré · : joueur remplacé · : capitaine · : carton jaune · : carton rouge |
| Mokhtar Belkhiter      | 46       |          |          | 46       | 0           | 1        | 1        | Abréviations et symboles : · TT : Total de minutes jouées · MJ : Nombre de matchs joués · MT : Matchs joués en tant que titulaire · : but · : joueur entré · : joueur remplacé · : capitaine · : carton jaune · : carton rouge |
| Faouzi Ghoulam         | 90       | 90       | 90       | 270      | 0           | 3        | 3        | Abréviations et symboles : · TT : Total de minutes jouées · MJ : Nombre de matchs joués · MT : Matchs joués en tant que titulaire · : but · : joueur entré · : joueur remplacé · : capitaine · : carton jaune · : carton rouge |
| Djamel Mesbah          |          |          |          |          |             |          |          | Abréviations et symboles : · TT : Total de minutes jouées · MJ : Nombre de matchs joués · MT : Matchs joués en tant que titulaire · : but · : joueur entré · : joueur remplacé · : capitaine · : carton jaune · : carton rouge |
| Aïssa Mandi            | 90       | 90       | 90       | 270      | 0           | 3        | 3        | Abréviations et symboles : · TT : Total de minutes jouées · MJ : Nombre de matchs joués · MT : Matchs joués en tant que titulaire · : but · : joueur entré · : joueur remplacé · : capitaine · : carton jaune · : carton rouge |
| Ramy Bensebaini        | 90       | 90       |          | 180      | 0           | 2        | 2        | Abréviations et symboles : · TT : Total de minutes jouées · MJ : Nombre de matchs joués · MT : Matchs joués en tant que titulaire · : but · : joueur entré · : joueur remplacé · : capitaine · : carton jaune · : carton rouge |
| Mohamed Rabie Meftah   | 44       | 90       | 90       | 224      | 0           | 3        | 2        | Abréviations et symboles : · TT : Total de minutes jouées · MJ : Nombre de matchs joués · MT : Matchs joués en tant que titulaire · : but · : joueur entré · : joueur remplacé · : capitaine · : carton jaune · : carton rouge |
| Milieux                |          |          |          |          |             |          |          | Abréviations et symboles : · TT : Total de minutes jouées · MJ : Nombre de matchs joués · MT : Matchs joués en tant que titulaire · : but · : joueur entré · : joueur remplacé · : capitaine · : carton jaune · : carton rouge |
| Ismaël Bennacer        |          |          |          |          |             |          |          | Abréviations et symboles : · TT : Total de minutes jouées · MJ : Nombre de matchs joués · MT : Matchs joués en tant que titulaire · : but · : joueur entré · : joueur remplacé · : capitaine · : carton jaune · : carton rouge |
| Sofiane Hanni          |          | 16       | 83       | 99       | 1           | 2        | 1        | Abréviations et symboles : · TT : Total de minutes jouées · MJ : Nombre de matchs joués · MT : Matchs joués en tant que titulaire · : but · : joueur entré · : joueur remplacé · : capitaine · : carton jaune · : carton rouge |
| Nabil Bentaleb         | 90       | 90       | 90       | 270      | 0           | 3        | 3        | Abréviations et symboles : · TT : Total de minutes jouées · MJ : Nombre de matchs joués · MT : Matchs joués en tant que titulaire · : but · : joueur entré · : joueur remplacé · : capitaine · : carton jaune · : carton rouge |
| Adlène Guedioura       | 90       | 90       | 90       | 270      | 0           | 3        | 3        | Abréviations et symboles : · TT : Total de minutes jouées · MJ : Nombre de matchs joués · MT : Matchs joués en tant que titulaire · : but · : joueur entré · : joueur remplacé · : capitaine · : carton jaune · : carton rouge |
| Riyad Mahrez           | 90       | 90       | 90       | 270      | 2           | 3        | 3        | Abréviations et symboles : · TT : Total de minutes jouées · MJ : Nombre de matchs joués · MT : Matchs joués en tant que titulaire · : but · : joueur entré · : joueur remplacé · : capitaine · : carton jaune · : carton rouge |
| Rachid Ghezzal         | 12       | 69       | 7        | 88       | 0           | 3        | 1        | Abréviations et symboles : · TT : Total de minutes jouées · MJ : Nombre de matchs joués · MT : Matchs joués en tant que titulaire · : but · : joueur entré · : joueur remplacé · : capitaine · : carton jaune · : carton rouge |
| Yacine Brahimi         | 90       | 74       | 90       | 254      | 0           | 3        | 3        | Abréviations et symboles : · TT : Total de minutes jouées · MJ : Nombre de matchs joués · MT : Matchs joués en tant que titulaire · : but · : joueur entré · : joueur remplacé · : capitaine · : carton jaune · : carton rouge |
| Mehdi Abeid            |          | 0        |          | 0        | 0           | 1        | 0        | Abréviations et symboles : · TT : Total de minutes jouées · MJ : Nombre de matchs joués · MT : Matchs joués en tant que titulaire · : but · : joueur entré · : joueur remplacé · : capitaine · : carton jaune · : carton rouge |
| Attaquants             |          |          |          |          |             |          |          | Abréviations et symboles : · TT : Total de minutes jouées · MJ : Nombre de matchs joués · MT : Matchs joués en tant que titulaire · : but · : joueur entré · : joueur remplacé · : capitaine · : carton jaune · : carton rouge |
| Baghdad Bounedjah      |          | 21       | 10       | 31       | 0           | 2        | 0        | Abréviations et symboles : · TT : Total de minutes jouées · MJ : Nombre de matchs joués · MT : Matchs joués en tant que titulaire · : but · : joueur entré · : joueur remplacé · : capitaine · : carton jaune · : carton rouge |
| Islam Slimani          | 90       | 90       | 80       | 260      | 2           | 3        | 3        | Abréviations et symboles : · TT : Total de minutes jouées · MJ : Nombre de matchs joués · MT : Matchs joués en tant que titulaire · : but · : joueur entré · : joueur remplacé · : capitaine · : carton jaune · : carton rouge |
| El Arbi Hillel Soudani | 78       |          |          | 78       | 0           | 1        | 1        | Abréviations et symboles : · TT : Total de minutes jouées · MJ : Nombre de matchs joués · MT : Matchs joués en tant que titulaire · : but · : joueur entré · : joueur remplacé · : capitaine · : carton jaune · : carton rouge |